# Liste des députés de la Loire-Atlantique
Cet article liste les personnes qui ont effectué un mandat de député de la Loire-Inférieure, devenue Loire-Atlantique le 1er janvier 1957.

## Avant le département
Représentants aux États généraux puis Assemblée constituante de 1789

### Province de Bretagne

#### Sénéchaussée de Nantes (8 députés)
Sénéchaussées principales réduites à Nantes : Nantes, Guérande.
- Tiers état
  - Bouteiller (Guillaume), négociant à Nantes, élu député titulaire, refusa « à cause de son âge et de ses affaires ».
  - 1. Guinebaud de Saint-Mesme, (Jacques-Nicolas), négociant, député électeur de la sénéchaussée de Nantes.
  - 2. Giraud Duplessix (Pierre-Guillaume-Henri), avocat du roi au présidial et procureur du roi, syndic de la ville de Nantes, député électeur de la sénéchaussée de Nantes.
  - 3. Baco de la Chapelle (René-Gaston), procureur du roi au présidial, député électeur de la sénéchaussée de Nantes.
  - 4. Chaillon (Étienne), avocat à Montoir, député électeur de la sénéchaussée de Nantes.
  - 5. Pellerin (Joseph-Michel), avocat à Nantes, député électeur de la sénéchaussée de Nantes (sera remplacé)
  - 6. Jary (François-Joseph), agriculteur à Nort, député électeur de la sénéchaussée de Nantes.
  - 7. Cottin (Jacques-Edme), secrétaire du roi, député électeur de la sénéchaussée de Nantes.
  - 8. Blin (François-Pierre), médecin à Nantes, député électeur de la sénéchaussée de Nantes.

##### Suppléants (6)
- Tiers état
  - 1. Maupassant (Louis-Charles-César), bourgeois à Nort, député électeur de la sénéchaussée de Nantes (a siégé)
  - 2. Varsavaux de Heulée (François René Marie), conseiller du roi, notaire à Nantes
  - 3. Videment (Julien), négociant à Nantes
  - 4. Pussin (Charles-François), directeur de la monnaie à Nantes.
  - 5. Milon (Maurice-Emmanuel), ancien capitaine de navire à Guérande, député électeur de la sénéchaussée de Guérande.
  - 6. Lallement du Guého (Jean), procureur fiscal des « regaires » à Guérande.

#### Diocèse de Nantes (3 députés)
- Clergé
  - 1. Moyon (Joseph), recteur de Saint-André-des-Eaux (fut remplacé)
  - 2. Chevallier (François), recteur de Saint-Lumine de Coutais. (fut remplacé)
  - 3. Maisonneuve (François), recteur de Saint-Étienne-de-Monluc (fut remplacé)

##### Suppléants (5)
- Clergé
  - Pronzat (Maurice-Justin), recteur de Rouans, refusa la députation
  - 1. Méchin (Antoine-Alexandre), recteur de Brains. (a siégé)
  - 2. Binot (Jacques), principal du collège d'Ancenis (a siégé)
  - 3. Latyl (Jean-Paul-Marie-Anne), supérieur du collège de l'Oratoire à Nantes (a siégé)
  - 4. Lebreton de Gaubert (René), recteur de Saint-Similien de Nantes
  - 5. Étienne (le R.P. Pierre), gardien du couvent des Cordeliers de Nantes

### Pays des Marches Communes Franches de Poitou et de Bretagne assemblé à Montaigu.
(4 députés)
- Clergé.
  - 1. Richard de la Vergne (Pierre), prêtre, docteur en droit, avocat en parlement de Paris, recteur de la Trinité de Clisson.
- Noblesse.
  - 2. Juigné (Jacques-Gabriel-Louis Le Clerc, chevalier, marquis de), marquis de Montaigu, lieutenant général des armées du roi, ci-devant son ministre plénipotentiaire en Russie, gouverneur des ville et citadelle d'Arras, syndic général des Marches communes.
- Tiers état.
  - 3. Francheteau de la Glaustière (Jacques-Alexis), avocat en parlement, député de la paroisse du Bourg-Saint-Léger.
  - 4. Richard (Louis), sieur de la Vergne, docteur en médecine, trésorier des Marches communes, député de la paroisse de Boussay. Refuse son élection et est remplacé par Auvynet (Charles-Joseph), sénéchal de Montaigu.

#### Suppléants. (4)
- Clergé.
  - 1. Buor (Augustin-Hyacinthe de), prieur-curé de Saint-Étienne-de-Corcoué.
- Noblesse.
  - 2. Monty de la Rivière (Claude de), propriétaire du lieu noble de Douet, en la paroisse de Gétigné.
- Tiers état.
  - 3. Auvynet (Charles-Joseph), sénéchal de Montaigu. Remplace Richard qui a refusé son élection.
  - 4. Tardiveau de la Bonnelière (François), propriétaire, demeurant à Boisgrassin, paroisse de la Trinité de Machecoul.

## Assemblée législative (1791-1792)
8 députés et 3 suppléants

### Députés
1. Coustard (Anne Pierre), commandant de la garde nationale et ci-devant président du département.
2. Benoiston (Jean-Marie), homme de loi, président du département.
3. Mourain (Pierre), administrateur du directoire du département.
4. Marie (Jean Joseph), administrateur du directoire du département.
5. Jean-Pierre Dufrexou, administrateur du directoire du département.
6. Papin (Louis François), administrateur du directoire du département.
7. Français (Antoine), officier municipal à Nantes.
8. Mosneron aîné (Jean-Baptiste), député du commerce de Nantes.

### Suppléants
1. Méaulle (Jean Nicolas)
2. Duboueix
3. Lepelletier

## Convention nationale(1792-1795)
8 députés et 3 suppléants

### Députés
1. Lefebvre de Nantes (Julien), procureur syndic de Nantes, ancien Constituant ; exclu après le 31 mai 1793 ; rappelé le 8 décembre 1794.
2. Chaillon (Étienne), homme de loi à Montoire, ancien Constituant.
3. Mellinet (François), négociant à Nantes ; non régicide ; meurt en juin 1793 (congestion cérébrale).
4. Villers (François-Toussaint), président du directoire du département.
5. Fouché (Joseph), principal du collège de Nantes ; régicide ; en mission à Lyon.
6. Jary ou Jarry (Marie-Joseph), agriculteur, ancien Constituant ; exclu après le 31 mai 1793 ; rappelé le 8 décembre 1794.
7. Coustard (Anne-Pierre), commandant de la garde nationale de Nantes, ancien député à la Législative ; non régicide ; en mission à Nantes ; décrété d'accusation le 18 juillet 1793 ; guillotiné le 7 novembre 1793.

### Suppléants
1. Tartu (Jean-François), capitaine d'une frégate, meurt en combattant. N'a pas siégé.
2. Maupassant (César), ancien Constituant. Est tué à Machecoul par les Vendéens le 11 mars 1793. N'a pas siégé.
3. Benoiston (Jean-Marie), commissaire au tribunal de Savenay. N'a pas siégé.

N.B. Les suppléants de la Loire-Inférieure, soupçonnés de fédéralisme, ne furent pas appelés à remplacer Coustard.

## Conseil des Cinq-Cents(1795-1799)
| Nom                                                                    | Date d'élection                       | Date de fin de mandat | Étiquette/Parti  |
| ---------------------------------------------------------------------- | ------------------------------------- | --------------------- | ---------------- |
| René Gaston Baco de La Chapelle (1751-1800)                            | 24 vendémiaire an IV                  | 1er juillet 1797      | Droite           |
| François-Xavier Baudot                                                 | 28 germinal an V                      | 26 décembre 1799      |                  |
| Pierre-Sébastien Boulay-Paty (1763-1830)                               | 26 germinal an VI                     | 26 décembre 1799      | Antibonapartiste |
| François Cacault (1743-1805)                                           | 27 germinal an VI                     | 26 décembre 1799      | Bonapartiste     |
| Jacques Marie Chottard (né en 1759)                                    | 20 germinal an VI                     | 26 décembre 1799      | Droite           |
| Julien-François Douillard (1757-1833)                                  | 28 germinal an VIII                   | 26 décembre 1799      | Bonapartiste     |
| Jean Philippe Garran de Coulon (1749-1816)                             | 23 vendémiaire an IV                  | 20 mai 1798           | Gauche           |
| Jean-Marie de Gourlay (1761-1825)                                      | 26 germinal an VI                     | 26 décembre 1799      |                  |
| Pierre Grelier (1754-1829)                                             | 24 vendémiaire an IV                  | 26 décembre 1799      | Gauche           |
| Julien-Urbain-François-Marie-Riel Lefebvre de La Chauvière (1757-1816) | 23 vendémiaire an IV                  | 1798                  | Modérés          |
| Florimond Benjamin Mac-Curtain de Kainlis (né en 1764)                 | 28 germinal an V                      | 18 fructidor an V     | Clichyens        |
| Jean-Baptiste Mailhe (1750-1834)                                       | 23 vendémiaire an IV                  | 1er prairial an V     | Modérés          |
| Jean Nicolas Méaulle (1757-1826)                                       | 22 vendémiaire an IV                  | 26 décembre 1799      | Modérés          |
| Jean-François Gaspard Normand (né en 1772), général d'Empire           | 28 germinal an V                      | 26 décembre 1799      | Minorité         |
| Jean-Pierre Pillet (1746-1816)                                         | 28 germinal an VII                    | 26 décembre 1799      | Bonapartiste     |
| Antoine Rollin de La Farge                                             | 27 germinal an VI                     | 26 décembre 1799      |                  |
| François-Alexandre Tardiveau                                           | 28 germinal an V                      | 26 décembre 1799      | Majorité         |
| François-Toussaint Villers (1749-1807), prêtre                         | 22 vendémiaire an IV 2 germinal an VI |                       |                  |

## Corps législatif(1800-1814)
| Nom                                                         | Nomination par le Sénat conservateur (Date) | Fin de mandat (Date)              |
| ----------------------------------------------------------- | ------------------------------------------- | --------------------------------- |
| Nicolas Charles Bernard-Dutreil (né en 1746)                | 10 août 1810                                | 4 juin 1814                       |
| Charles François Bouteillier (1760-1845)                    | 10 août 1810                                | 4 juin 1814                       |
| François Cacault (1743-1805)                                | 4 nivôse an VIII 25 décembre 1799           | 4 juin 1814                       |
| Pierre Clavier (1748-1812)                                  | 4 nivôse an VIII 25 décembre 1799           | 1er juillet 1805                  |
| Pierre Jean Deurbroucq (1756-1831)                          | 10 août 1810                                | 4 juin 1814                       |
| Jacques-Louis Dufeu (1761-1832)                             | 17 brumaire an XIII 8 novembre 1804         | 1er juillet 1810                  |
| Félix Guillaume Gédouin (1760-1830)                         | 17 brumaire an XIII 8 novembre 1804         | 1er juillet 1810                  |
| Jean-Marie de Gourlay (1761-1825)                           | 10 août 1810                                | 4 juin 1814                       |
| Christophe-Clair Danyel de Kervégan (1735-1817)             | 17 brumaire an XIII 8 novembre 1804         | 1er juillet 1810                  |
| Jean-Baptiste Mosneron de Launay (1738-1830)                | 4 nivôse an VIII 25 décembre 1799           | An XI 1er juillet 1804            |
| Jean-Pierre Pillet (1746-1816)                              | 4 nivôse an VIII 25 décembre 1799           | 1er juillet 1805                  |
| François Yves Raingeard de La Blétière (né en 1752)         | 4 nivôse an VIII 25 décembre 1799           | 1er juillet 1805                  |
| Charles Godefroy Redon de Belleville (1748-1820)            | 4 nivôse an VIII 25 décembre 1799           | 2 frimaire an IX 23 novembre 1800 |
| Louis-Marie Saget (1744-1816)                               | 4 brumaire an IX 26 octobre 1800            | An XIII 1er juillet 1805          |
| Augustin Marie Gabriel Bonamour de Talhouët-Roy (1768-1823) | 17 brumaire an XIII 8 novembre 1804         | 1er juillet 1809                  |
| François-Toussaint Villers (1749-1807)                      | 4 nivôse an VIII 25 décembre 1799           | 1er juillet 1802                  |

## Chambre des députés des départements (1reRestauration)
| Nom                                          | Date Début de mandat | Date Fin de mandat | Étiquette/Parti |
| -------------------------------------------- | -------------------- | ------------------ | --------------- |
| Nicolas Charles Bernard-Dutreil (né en 1746) | 4 juin 1814          | 20 mars 1815       |                 |
| Charles François Bouteillier (1760-1845)     | 4 juin 1814          | 20 mars 1815       |                 |
| Pierre Jean Deurbroucq (1756-1831)           | 4 juin 1814          | 20 mars 1815       |                 |
| Jean-Marie de Gourlay (1761-1825)            | 4 juin 1814          | 20 mars 1815       |                 |

## Chambre des représentants (Cent-Jours)
| Nom                                                 | Circonscription                                                                   | Date d'élection | Date de fin de mandat | Étiquette/Parti |
| --------------------------------------------------- | --------------------------------------------------------------------------------- | --------------- | --------------------- | --------------- |
| Pierre Martin Barien (né en 1757)                   | Arrondissement de Paimbœuf                                                        | 13 mai 1815     | 13 juillet 1815       |                 |
| Jean-Baptiste Bertrand-Geslin (1770-1843)           | Collège de département                                                            | 12 mai 1815     | 13 juillet 1815       |                 |
| Théodore Bivaud (né en 1775)                        | Arrondissement de Châteaubriant                                                   | 10 mai 1815     | 13 juillet 1815       |                 |
| Étienne Brouard (1763-1833)                         | Arrondissement de Nantes                                                          | 11 mai 1815     | 13 juillet 1815       | Majorité        |
| Jacques Yves Bernard Chiron du Brossay (né en 1765) | Arrondissement de Savenay                                                         | 15 mai 1815     | 13 juillet 1815       |                 |
| Michel de La Brosse                                 | Grand collège de la Loire-Inférieure (représentant du commerce et de l'industrie) | 13 mai 1815     | 13 juillet 1815       |                 |
| Jacques-Louis Dufeu (1761-1832)                     | Collège de département                                                            | 12 mai 1815     | 13 juillet 1815       |                 |
| Jean-Marie de Gourlay (1761-1825)                   | Arrondissement de Nantes                                                          | 11 mai 1815     | 13 juillet 1815       |                 |
| Yves Jacques Luneau (1754-1836)                     | Arrondissement d'Ancenis                                                          | 13 mai 1815     | 13 juillet 1815       |                 |
| Pierre du Moustier (1771-1831)                      | Collège de département                                                            | 12 mai 1815     | 13 juillet 1815       | Bonapartiste    |
| Claude Charles Rouxel (1771-1855)                   | Grand collège de la Loire-Inférieure (représentant du commerce et de l'industrie) | 12 mai 1815     | 13 juillet 1815       | Majorité        |

## Chambre des députés des départements (2eRestauration)

### Irelégislature(1815–1816)
| Nom                                               | Circonscription                      | Date d'élection complémentaireRaison | Date de fin de mandat anticipéeRaison | Étiquette/Parti        |
| ------------------------------------------------- | ------------------------------------ | ------------------------------------ | ------------------------------------- | ---------------------- |
| Gaspard Augustin Barbier (né en 1763)             | Collège de département               |                                      |                                       | Majorité ministérielle |
| Pierre Louis du Cambout de Coislin (1769-1837)    | Collège de département               |                                      |                                       | Majorité ministérielle |
| Antoine Élie Peyrusset de La Rochette (1761-1818) | Grand collège de la Loire-Inférieure |                                      |                                       | Ultras                 |
| Charles Marie Richard (1766-1829)                 | Grand collège de la Loire-Inférieure |                                      |                                       | Majorité               |
| Louis Humbert de Sesmaisons (1777-1836)           | Grand collège de la Loire-Inférieure |                                      |                                       | Ultras                 |

### IIelégislature(1816-1823)
- François-Louis-Charles de Foucault (1778-1873) ;
- Louis Humbert de Sesmaisons (1777-1836) ;
- Louis Revelière (1775-1866) ;
- Jacques Auguste Anne Léon Leclerc de Juigné (1774-1850) ;
- Pierre Louis du Cambout de Coislin (1769-1837) ;
- François-Auguste Fauveau de Frénilly (1768-1848) ;
- Louis Rousseau de Saint-Aignan (1767-1837) ;
- Charles Marie Richard (1766-1829) ;
- Gaspard Augustin Barbier (né en 1763) ;
- Antoine Élie Peyrusset de La Rochette (1761-1818)

### IIIelégislature(1824-1827)
- Étienne Joseph de Formon (1784-1854) ;
- François-Louis-Charles de Foucault (1778-1873) ;
- Louis Humbert de Sesmaisons (1777-1836) ;
- Louis Revelière (1775-1866) ;
- Jacques Auguste Anne Léon Leclerc de Juigné (1774-1850) ;
- Louis-Hyacinthe Levesque (1774-1840) ;
- Pierre-Suzanne Lucas de la Championnière (1769-1828) ;
- François-Auguste Fauveau de Frénilly (1768-1848)

### IVelégislature(1828-1830)
- Claude Louis Gabriel Donatien de Sesmaisons (1781-1842) ;
- Jean-François Pierre Dudon (1778-1857) ;
- Nicolas Auguste Marie Rousseau de Saint-Aignan (1770-1858) ;
- Louis Rousseau de Saint-Aignan (1767-1837) ;
- Jean-Jacques Burot de Carcouët
- Jacques-Olivier Urvoy de Saint-Bedan

### Velégislature(23 juin 1830-28 juillet 1830)
- Étienne Joseph de Formon (1784-1854) ;
- Louis Rousseau de Saint-Aignan (1767-1837) ;
- Jean-Jacques Burot de Carcouët
- Jacques-Olivier Urvoy de Saint-Bedan

## Chambre des députés (Monarchie de Juillet)

### IreLégislature(1830-1831)
- Jean-Jacques Burot de Carcouët
- René Marie Luminais (1788-1870) ;
- Pierre-Joseph Maës (1787-1873) ;
- César Marie François Varsavaux (1779-1862) ;
- Louis-Hyacinthe Levesque (1774-1840) ;

### IIeLégislature(1831-1834)
- Joseph Defermon des Chapelières (1800-1884) ;
- Paul-François Dubois (1793-1874) ;
- René Pierre Chaillou (1793-1842) ;
- René Marie Luminais (1788-1870) ;
- César Marie François Varsavaux (1779-1862) ;
- Nicolas Auguste Marie Rousseau de Saint-Aignan (1770-1858) ;

### IIIeLégislature(1834-1837)
- Théodore Constant Leray (1795-1849) ;
- Paul-François Dubois (1793-1874) ;
- Jean-Baptiste Nicolas Blanchard (1790-1838) ;
- François Bignon (1789-1863) ;
- Pierre-Joseph Maës (1787-1873) ;
- Joseph Michel Félicité Vincent Robineau de Bougon (né en 1773) ;

### IVeLégislature(1837-1839)
- Adolphe Augustin Marie Billault (1805-1863) ;
- Victor Lanjuinais (1802-1869) ;
- Félix Cossin (1798-1854) ;
- Paul-François Dubois (1793-1874) ;
- Julien-Louis-Marie de La Haye-Jousselin (1791-1865) ;
- François Bignon (1789-1863) ;

### VeLégislature(1839-1842)
- Adolphe Augustin Marie Billault (1805-1863) ;
- Victor Lanjuinais (1802-1869) ;
- Théodore Constant Leray (1795-1849) ;
- Jacques Constant Benoist (1794-1866) ;
- Paul-François Dubois (1793-1874) ;
- Julien-Louis-Marie de La Haye-Jousselin (1791-1865) ;
- Louis-Émile Jollan (1790-1878) ;
- François Bignon (1789-1863) ;

### VIeLégislature(1842-1846)
- Henri Ternaux-Compans (1807-1864) ;
- Adolphe Augustin Marie Billault (1805-1863) ;
- Victor Lanjuinais (1802-1869) ;
- Théodore Constant Leray (1795-1849) ;
- Paul-François Dubois (1793-1874) ;
- Julien-Louis-Marie de La Haye-Jousselin (1791-1865) ;
- Louis-Émile Jollan (1790-1878) ;
- François Bignon (1789-1863) ;

### VIIeLégislature(17/08/1846-24/02/1848)
- Henri Ternaux-Compans (1807-1864) ;
- Évariste Colombel (1813-1856) ;
- Adolphe Augustin Marie Billault (1805-1863) ;
- Victor Lanjuinais (1802-1869) ;
- Paul-François Dubois (1793-1874) ;
- Julien-Louis-Marie de La Haye-Jousselin (1791-1865) ;
- François Bignon (1789-1863) ;

## Assemblée nationale constituante(04/05/1848-26/05/1849)
- Louis Jacques Favreau (1811-1870) ;
- Joseph Marie Desmars (1812-1857) ;
- Pierre Waldeck-Rousseau (1809-1882) ;
- Adolphe Augustin Marie Billault (1805-1863) ;
- Alphonse Bedeau (1804-1863) ;
- Charles Louis Ernest Poictevin de La Rochette (1804-1876) ;
- Félix Fournier (1803-1877) ;
- Victor Lanjuinais (1802-1869) ;
- Rogatien Louis Olivier de Sesmaisons (1797-1874) ;
- Hippolyte Braheix (1795-1863) ;
- Alexandre Prosper Camus de Pontcarré de La Guibourgère (1793-1853) ;
- Aristide Locquet de Grandville (1791-1853) ;
- Ferdinand Favre (1779-1867) ;

## Assemblée nationale législative(28 mai 1849-2 décembre 1851)
- Charles Ferdinand Pierre du Cambout de Coislin (1822-1864) ;
- Louis Jacques Favreau (1811-1870) ;
- Joseph Marie Desmars (1812-1857) ;
- Pierre Chauvin (1806-1867) ;
- Charles Louis Ernest Poictevin de La Rochette (1804-1876) ;
- Rogatien Louis Olivier de Sesmaisons (1797-1874) ;
- Alexandre Prosper Camus de Pontcarré de La Guibourgère (1793-1853) ;
- Marie Claude Désiré de Gicqueau (1791-1851) ;
- Aristide Locquet de Grandville (1791-1853) ;
- Ferdinand Favre (1779-1867) ;
- Michel Eusèbe Mathias Betting de Lancastel (1797-1863)

## Assemblée nationale(1871-1876)
| Nom                                                       | Date d'élection complémentaireRaison | Date de fin de mandat anticipéeRaison    | Étiquette/Parti   |
| --------------------------------------------------------- | ------------------------------------ | ---------------------------------------- | ----------------- |
| Louis Mathurin Babin-Chevaye (1824-1887)                  |                                      |                                          | Centre            |
| Joseph Cheguillaume (1825-1897)                           |                                      |                                          | Centre droit      |
| Hippolyte de Cornulier-Lucinière (1809-1886)              |                                      | 11 décembre 1875 Élu sénateur inamovible | Extrême droite    |
| Théobald Dezanneau (1820-1876)                            |                                      |                                          | Extrême droite    |
| Edmond-Pierre Doré-Graslin (1820-1899)                    |                                      |                                          | Centre droit      |
| Jacques Charles Fleuriot de Langle (1805-1888)            |                                      |                                          | Union des Droites |
| César-Auguste Ginoux-Defermon (1828-1889)                 |                                      |                                          | Appel au peuple   |
| Alfred Lallié (1832-1913)                                 |                                      |                                          | Centre droit      |
| Charles Étienne Gustave Le Clerc de Juigné (1825-1900)    |                                      |                                          | Union des Droites |
| Pierre Richard de La Pervanchère (1827-1881)              |                                      |                                          | Centre droit      |
| Charles Louis Ernest Poictevin de La Rochette (1804-1876) |                                      | 11 décembre 1875 Élu sénateur inamovible | Extrême droite    |
| Fidèle Simon (1837-1911)                                  |                                      |                                          | Centre gauche     |

## Corps législatif (Second Empire)

### IreLégislature(1852-1857)
- Joseph Marie Desmars (1812-1857) ;
- Anselme François Fleury (1801-1881) ;
- Auguste Fidel Amand Marie Garnier (1795-1859) ;
- Ferdinand Favre (1779-1867)

### IIeLégislature(1857-1863)
- Charles Célestin Joseph Thoinnet de la Turmelière (1824-1887) ;
- Joseph Marie Desmars (1812-1857) ;
- Jean-Simon Voruz (1810-1896) ;
- Anselme François Fleury (1801-1881) ;
- Joseph François Simon (né en 1801) ;
- Auguste Fidel Amand Marie Garnier (1795-1859)

### IIIeLégislature(1863-1869)
- Charles Célestin Joseph Thoinnet de la Turmelière (1824-1887) ;
- Victor Lanjuinais (1802-1869) ;
- Anselme François Fleury (1801-1881) ;
- Joseph François Simon (né en 1801)

### IVeLégislature(1869-1870)
- Émile-François Gaudin (1825-1884) ;
- Charles Célestin Joseph Thoinnet de la Turmelière (1824-1887) ;
- Anselme François Fleury (1801-1881) ;
- Joseph François Simon (né en 1801)

## Assemblée nationale (1871 - 1876)
- Louis Mathurin Babin-Chevaye, Centre
- Joseph Cheguillaume, Centre droit
- Hippolyte de Cornulier-Lucinière, Extrême-droite
- Théobald Dezanneau, Extrême-droite, décédé le 8 octobre 1875, non remplacé
- Edmond Doré-Graslin, Centre droit
- Jacques-Charles Fleuriot de La Freulière (Charles Fleuriot de Langle), Union des droites
- César-Auguste Ginoux-Defermon, Appel au peuple (Bonapartiste)
- Alfred Lallié, Centre droit
- Charles Étienne Gustave Le Clerc de Juigné, Union des droites
- Ernest Poictevin de La Rochette, Extrême-droite
- Pierre Richard de La Pervanchère, Centre droit
- Fidèle Simon, Centre gauche

## Chambre des députés (Troisième République)

### Irelégislature(08/03/1876-25/06/1877)
- Charles-Ange Laisant (1841-1920) ;
- Fidèle Simon (1837-1911) ;
- Antoine Louis Athanase Poictevin de la Rochette (1837-1879) ;
- Henri Le Loup de La Biliais (1836-1916) ;
- César-Auguste Ginoux-Defermon (1828-1889) ;
- Charles Étienne Gustave Le Clerc de Juigné (1825-1900) ;
- Émile-François Gaudin (1825-1884) ;
- Charles Célestin Joseph Thoinnet de la Turmelière (1824-1887) ;

### IIelégislature(07/11/1877-27/10/1881)
- Ernest-Léon-Zacharie Poictevin de La Rochette (1847-1902) ;
- Charles-Ange Laisant (1841-1920) ;
- Fidèle Simon (1837-1911) ;
- Antoine Louis Athanase Poictevin de la Rochette (1837-1879) ;
- Henri Le Loup de La Biliais (1836-1916) ;
- César-Auguste Ginoux-Defermon (1828-1889) ;
- Charles Étienne Gustave Le Clerc de Juigné (1825-1900) ;
- Émile-François Gaudin (1825-1884) ;
- Charles Célestin Joseph Thoinnet de la Turmelière (1824-1887) ;

### IIIelégislature(28/10/1881-09/11/1885)
- Ernest-Léon-Zacharie Poictevin de La Rochette (1847-1902) ;
- Charles-Ange Laisant (1841-1920) ;
- Edouard Pierre Michel de Cazenove de Pradines (1838-1896) ;
- Fidèle Simon (1837-1911) ;
- Henri Le Loup de La Biliais (1836-1916) ;
- César-Auguste Ginoux-Defermon (1828-1889) ;
- Charles Étienne Gustave Le Clerc de Juigné (1825-1900) ;
- Émile-François Gaudin (1825-1884) ;
- Charles Célestin Joseph Thoinnet de la Turmelière (1824-1887) ;

### IVelégislature(10/11/1885-11/11/1889)
- Gabriel-Claude Gaudin (1858-1921) ;
- Charles Le Cour-Grandmaison (1848-1901) ;
- Ernest-Léon-Zacharie Poictevin de La Rochette (1847-1902) ;
- Henri Marie Auguste Ferron de la Ferronnays (1842-1907) ;
- Édouard Pierre Michel de Cazenove de Pradines (1838-1896) ;
- Henri Le Loup de La Biliais (1836-1916) ;
- César-Auguste Ginoux-Defermon (1828-1889) ;
- Charles Étienne Gustave Le Clerc de Juigné (1825-1900) ;
- Charles Célestin Joseph Thoinnet de la Turmelière (1824-1887) décédé, remplacé par Jules Baillardel de Lareinty (1852-1900) ;

### Velégislature(12/11/1889-14/10/1893)
- Saint-Nazaire-2 : Jules Baillardel de Lareinty (1852-1900), Monarchiste ;
- Châteaubriant : Fernand du Breil de Pontbriand (1848-1916), Monarchiste ;
- Nantes-2 : Charles Le Cour-Grandmaison (1848-1901), Monarchiste ;
- Nantes-1 : Maurice Sibille (1847-1932), Républicain ;
- Ancenis : Henri Marie Auguste Ferron de la Ferronnays (1842-1907), Monarchiste ;
- Nantes-3 : Edouard Pierre Michel de Cazenove de Pradines (1838-1896), Monarchiste ;
- Saint-Nazaire-1 : Fidèle Simon (1837-1911), Républicain ;
- Paimboeuf : Charles Étienne Gustave Le Clerc de Juigné (1825-1900), Monarchiste ;

Source : journal Le Temps du 24 septembre et du 8 octobre 1889 sur Gallica,.

### VIelégislature(15/10/1893-31/05/1898)
- Saint-Nazaire-1 : Fernand Édouard Gasnier (1853-1906), Républicain ;
- Châteaubriant : Fernand du Breil de Pontbriand (1848-1916), Monarchiste ;
- Nantes-1 : Maurice Sibille (1847-1932), Républicain ;
- Nantes-2 : Gustave Roch (1844-1927), Républicain ;
- Ancenis : Henri Marie Auguste Ferron de la Ferronnays (1842-1907), Monarchiste ;
- Saint-Nazaire-2 : Amaury Simon (1842-1912), Radical ;
- Nantes-3 : Edouard Pierre Michel de Cazenove de Pradines (1838-1896), Monarchiste, décédé en 1896, remplacé par Henri Le Loup de La Biliais (1836-1916), Conservateur;
- Paimboeuf : Charles Étienne Gustave Le Clerc de Juigné (1825-1900), Monarchiste ;

Source : journal Le Temps du 22 août et du 5 septembre 1893 sur Gallica,.

### VIIelégislature(01/06/1898-31/05/1902)
- Saint-Nazaire-1 : Anthime Pierre Louis Ménard dit « Anthime-Ménard » (1860-1923), Rallié ;
- Nantes-3 : Louis Dubochet (1852-1917), Républicain ;
- Châteaubriant : Fernand du Breil de Pontbriand (1848-1916), Monarchiste, élu sénateur en 1901, remplacé par Charles Ginoux-Defermon (1868-1938), Conservateur ;
- Nantes-1 : Maurice Sibille (1847-1932), Républicain ;
- Saint-Nazaire-2 : Pierre de Montaigu (1844-1927), Monarchiste ;
- Nantes-2 : Gustave Roch (1844-1927), Républicain ;
- Ancenis : Henri Marie Auguste Ferron de la Ferronnays (1842-1907), Monarchiste ;
- Paimboeuf : Jules Galot (1839-1908), Conservateur ;

Source : journal Le Temps du 10 mai et du 24 mai 1898 sur Gallica,.

### VIIIelégislature(01/06/1902-31/05/1906)
- Châteaubriant : Charles Ginoux-Defermon (1868-1938) ;
- Saint-Nazaire-1 : Anthime Pierre Louis Ménard dit « Anthime-Ménard » (1860-1923), Conservateur ;
- Nantes-3 : Jules-Albert de Dion (1856-1946), Nationaliste ;
- Nantes-1 : Maurice Sibille (1847-1932), Républicain ;
- Saint-Nazaire-2 : Pierre de Montaigu (1844-1927), Conservateur ;
- Nantes-2 : Gustave Roch (1844-1927), Républicain ministériel ;
- Ancenis : Henri Marie Auguste Ferron de la Ferronnays (1842-1907), Conservateur ;
- Paimboeuf : Jules Galot (1839-1908), Rallié ;

Source : journal Le Temps du 29 avril et du 13 mai 1902 sur Gallica,.

### IXelégislature(01/06/1906-31/05/1910)
- Ancenis : Henri Marie Auguste Ferron de la Ferronnays (1842-1907), non-inscrit (Monarchiste), décédé le 25 septembre 1907, remplacé par son fils le Marquis Henri de La Ferronnays (1876-1946), non-inscrit (Monarchiste), élu le 24 novembre 1907 ;
- Paimboeuf : Jacques de Juigné (1874-1951), non-inscrit (Monarchiste) ;
- Châteaubriant : Charles Ginoux-Defermon (1868-1938), Républicain Nationaliste ;
- Saint-Nazaire-1 : Anthime Pierre Louis Ménard dit « Anthime-Ménard » (1860-1923), Action Libérale ;
- Nantes-3 : Jules-Albert de Dion (1856-1946), Républicain Nationaliste ;
- Nantes-1 : Maurice Sibille (1847-1932), Républicain Progressiste ;
- Saint-Nazaire-2 : Pierre de Montaigu (1844-1927), non-inscrit (Monarchiste) ;
- Nantes-2 : Gustave Roch (1844-1927), Gauche Radicale ;

Sources : Journal Le Temps du 6 et du 22 mai 1906 sur Gallica - ,.

### Xelégislature(01/06/1910-31/05/1914)
- Saint-Nazaire-1 : Philippe Delaroche-Vernet (1878-1935), Radical socialiste ;
- Saint-Nazaire-2 : Hubert de Montaigu (1877-1959), Droites ;
- Ancenis : Henri Ferron de La Ferronnays (1876-1946), Droites ;
- Paimboeuf : Jacques de Juigné (1874-1951), Droites ;
- Châteaubriant : Charles Ginoux-Defermon (1868-1938), Droites ;
- Nantes-1 : Gabriel Guist'hau (1863-1931), Radical socialiste;
- Nantes-4 : Jules-Albert de Dion (1856-1946), Indépendant (Plébiscitaire) ;
- Nantes-2 : Maurice Sibille (1847-1932), Gauche démocratique ;
- Nantes-3 : Gustave Roch (1844-1927), Gauche radicale ;

Sources : Journal Le Temps du 24 avril et du 8 mai 1910 sur Gallica - ,.

### XIelégislature(01/06/1914-07/12/1919)
- Saint-Nazaire-1 : Philippe Delaroche-Vernet (1878-1935), Radical socialiste ;
- Saint-Nazaire-2 : Hubert de Montaigu (1877-1959), Droites ;
- Ancenis : Henri de La Ferronnays, Droites ;
- Paimboeuf : Jacques de Juigné (1874-1951), Droites ;
- Châteaubriant : Charles Ginoux-Defermon (1868-1938), Non-inscrit (Droites) ;
- Nantes-1 : Gabriel Guist'hau (1863-1931), Républicain ;
- Nantes-4 : Jules-Albert de Dion (1856-1946), Non-inscrit (Droites) ;
- Nantes-2 : Maurice Sibille (1847-1932), Républicain de gauche (Modéré) ;
- Nantes-3 : Gustave Roch (1844-1927), Gauche radicale ;

Sources : Journal Le Temps du 28 avril et du 12 mai 1914 sur Gallica - ,.

### XIIelégislature(08/12/1919-31/05/1924)
Les élections législatives de 1919 furent organisées au scrutin proportionnel de liste. Elles marquèrent au niveau national la victoire du "Bloc national" de centre-droit.
Liste d'Union nationale
- Jean Le Cour-Grandmaison (1883-1974), Indépendant de droite ;
- Henri de La Ferronnays (1876-1946), Indépendant de droite, conseiller général ;
- Jacques de Juigné (1874-1951), Indépendant de droite, conseiller général ;
- Jules-Albert de Dion (1856-1946), Indépendant de droite, conseiller général ;
- Charles Ginoux-Defermon (1868-1938), Indépendant de droite, conseiller général ;

Liste d'union des Républicains
- Aristide Briand (1862-1932), Républicain socialiste ;
- Gabriel Guist'hau (1863-1931), Gauche républicaine démocratique ;
- Maurice Sibille (1847-1932), Gauche républicaine démocratique ;

Liste de solidarité nationale et de reconstitution économique et sociale
- René Delafoy (1860-1946), Entente républicaine démocratique, conseiller municipal de Nantes ;

Source : Barodet sur le site de l'Assemblée Nationale - https://bibnum.sciencespo.fr/s/catalogue/ark:/46513/sc16m2kz#?c=&m=&s=&cv=

### XIIIelégislature(01/06/1924-31/05/1928)
Les élections législatives de 1924 furent organisées au scrutin proportionnel de liste. Elles marquèrent au niveau national national la victoire du "Cartel des gauches".
Première circonscription
Liste Républicaine
- Aristide Briand (1862-1932) (Républicain socialiste et socialiste français), ancien Président du Conseil ;
- Maurice Sibille (1847-1932) (Républicain de gauche, modéré), Conseiller général ;
- Paul Bellamy (1866-1930) (Républicain socialiste et socialiste français), Conseiller général, maire de Nantes ;
- Philippe Delaroche-Vernet (1878-1935) (Républicain socialiste et socialiste français), Conseiller général ;

Liste d'Union nationale et républicaine
- Francis Merlant (1863-1938) (Union républicaine démocratique), Ancien adjoint au maire de Nantes;

Deuxième circonscription
Liste d'Union nationale et catholique
- Jean Le Cour-Grandmaison (1883-1974) (Non-inscrit, Droite), Ancien officier de marine ;
- Marquis Henri de La Ferronnays (1876-1946) (Non-inscrit, Droite), Vice-Président du Conseil général ;
- Marquis Jacques de Juigné (1874-1951) (Non-inscrit, Droite), Conseiller général ;
- Charles Ginoux-Defermon (1868-1938) (Non-inscrit, Droite), Conseiller général ;

Source : Barodet sur le site de l'Assemblée Nationale - https://bibnum.sciencespo.fr/s/catalogue/ark:/46513/sc16m1m0#?c=&m=&s=&cv=

### XIVelégislature(01/06/1928-31/05/1932)
Les élections législatives furent au scrutin d'arrondissement majoritaire à deux tours de 1928 à 1936.
- Saint-Nazaire-1 : François Blancho (1893-1972), SFIO ;
- Nantes-4 : Jean Le Cour-Grandmaison (1883-1974), Indépendant de Droite ;
- Châteaubriant : Ernest Bréant (1880-1944), Républicain de Gauche (modéré) ;
- Saint-Nazaire-2 : Hubert de Montaigu (1877-1959), Union républicaine démocratique ;
- Ancenis : Henri de La Ferronnays, Indépendant de Droite ;
- Paimboeuf : Jacques de Juigné (1874-1951), Indépendant de Droite ;
- Nantes-1 : Francis Merlant (1863-1938), Union républicaine démocratique ;
- Nantes-3 : Aristide Briand (1862-1932), Républicain socialiste ;
- Nantes-2 : Maurice Sibille (1847-1932), Républicain de Gauche (modéré) ;

Source : Élections législatives 22-29 avril 1928 de Georges Lachapelle - https://gallica.bnf.fr/ark:/12148/bpt6k320439r.texteImage#

### XVelégislature(01/06/1932-31/05/1936)
- Saint-Nazaire-1 : François Blancho (1893-1972), SFIO ;
- Nantes-4 : Jean Le Cour-Grandmaison (1883-1974), Indépendant (Droite) ;
- Châteaubriant : Ernest Bréant (1880-1944), Non-inscrit ;
- Saint-Nazaire-2 : Hubert de Montaigu (1877-1959), Fédération républicaine ;
- Ancenis : Henri de La Ferronnays, Indépendant (Droite) ;
- Paimboeuf : Jacques de Juigné (1874-1951), Indépendant (Droite) ;
- Nantes-3 : Armand Duez (1872-1943), Non-inscrit ;
- Nantes-2 : Eugène Alexis Le Roux (1871-1958), SFIO ;
- Nantes-1 : Francis Merlant (1863-1938), Centre républicain ;

### XVIelégislature(01/06/1936-31/05/1942)
Un décret de 1939 a prolongé de deux ans le mandat de la législature élue en 1936
- Nantes-3 : Maurice Thiéfaine (1897-1981), SFIO ;
- Saint-Nazaire-1 : François Blancho (1893-1972), SFIO ;
- Châteaubriant : Emmerand Bardoul (1892-1980), Fédération républicaine ;
- Nantes-1 : Auguste Pageot (1884-1962), SFIO ;
- Nantes-4 : Jean Le Cour-Grandmaison (1883-1974), Non-inscrit (Droite) ;
- Saint-Nazaire-2 : Hubert de Montaigu (1877-1959), Fédération républicaine ;
- Ancenis : Henri de La Ferronnays (1876-1946), Non-inscrit (Droite) ;
- Paimboeuf : Jacques de Juigné (1874-1951), Non-inscrit (Droite), élu Sénateur en 1936, remplacé par Augustin Dutertre de La Coudre (1878-1952), Fédération républicaine, élu le 14 mars 1937 ;
- Nantes-2 : Eugène Alexis Le Roux (1871-1958), SFIO ;

## Gouvernement provisoire de la République française
Les deux élections législatives organisées pendant le gouvernement provisoire de la République française se déroulent sous forme de scrutin proportionnel plurinominal par département. En Loire-Inférieure, huit députés sont élus ; il n’y a pas de suppléant.

### IreAssembléenationale constituante (1945-1946)
Les huit députés élus sont, par ordre alphabétique :
| Nom                       | Parti | Parti |
| ------------------------- | ----- | ----- |
| Louis-Alexandre Audibert  |       | PRL   |
| Jacques Chombart de Lauwe |       | PRL   |
| Clovis Constant           |       | SFIO  |
| Henri Gouge               |       | PCF   |
| Jean-Baptiste Guitton     |       | SFIO  |
| Édouard Moisan            |       | MRP   |
| André Morice              |       | PRRRS |
| Olivier de Sesmaisons     |       | PRL   |

### IIeAssembléenationale constituante (1946)
Les huit députés élus sont, par ordre alphabétique :
| Nom                       | Parti | Parti |
| ------------------------- | ----- | ----- |
| Jacques Chombart de Lauwe |       | PRL   |
| René Dubois               |       | PRL   |
| Henri Gouge               |       | PCF   |
| Jean-Baptiste Guitton     |       | SFIO  |
| Jean Martineau            |       | MRP   |
| Édouard Moisan            |       | MRP   |
| André Morice              |       | PRRRS |
| Olivier de Sesmaisons     |       | PRL   |

## Assemblée nationale (IVeRépublique)
Sous la IVe République, les élections législatives se déroulent sous forme de scrutin proportionnel plurinominal par département. En Loire-Inférieure, huit députés sont élus ; il n’y a pas de suppléant.
Le département de Loire-Inférieure prend le nom de « Loire-Atlantique » le 1er janvier 1957.

### Irelégislature (1946-1951)
Les huit députés élus sont, par ordre alphabétique :
| Nom | Parti | Parti |
| --- | ----- | ----- |
| Jacques Chombart de Lauwe                                                                              |       | PRL   |
| René Dubois (10 novembre 1946 - 24 novembre 1948) Étienne Toublanc (24 novembre 1948 - 3 juillet 1951) |       | PRL   |
| Henri Gouge                                                                                            |       | PCF   |
| Jean-Baptiste Guitton                                                                                  |       | SFIO  |
| Jean Martineau                                                                                         |       | MRP   |
| Édouard Moisan                                                                                         |       | MRP   |
| André Morice                                                                                           |       | PRRRS |
| Olivier de Sesmaisons                                                                                  |       | PRL   |

### IIelégislature (1951-1955)
Les huit députés élus sont, par ordre alphabétique :
| Nom                   | Parti | Parti |
| --------------------- | ----- | ----- |
| Gilles Gravoille      |       | PCF   |
| Maurice Grimaud       |       | CNI   |
| Jean-Baptiste Guitton |       | SFIO  |
| Édouard Moisan        |       | MRP   |
| André Morice          |       | PRRRS |
| Michel Raingeard      |       | RPF   |
| Olivier de Sesmaisons |       | RPF   |
| Étienne Toublanc      |       | CNI   |

### IIIelégislature (1956-1958)
Les huit députés élus sont, par ordre alphabétique :
| Nom                   | Parti | Parti |
| --------------------- | ----- | ----- |
| Pierre Charles        |       | UDCA  |
| Gilles Gravoille      |       | PCF   |
| Jean Guitton          |       | SFIO  |
| Édouard Moisan        |       | MRP   |
| André Morice          |       | CR    |
| Michel Raingeard      |       | RPF   |
| Olivier de Sesmaisons |       | RPF   |
| Étienne Toublanc      |       | CNI   |

## Assemblée nationale (VeRépublique)

### Irelégislature(1958-1962)
| Circonscription     | Nom                        |  | Parti | Suppléant       |
| ------------------- | -------------------------- |  | ----- | --------------- |
| 1re circonscription | Henry Rey                  |  | UNR   | Albert Dassié   |
| 2e circonscription  | Henry Orrion               |  | CNIP  | André Clément   |
| 3e circonscription  | Henri Robichon             |  | CNIP  | Pierre Vié      |
| 4e circonscription  | Olivier de Sesmaisons      |  | CNIP  | Robert Douineau |
| 5e circonscription  | Bernard Lambert            |  | MRP   | Francis Le Doze |
| 6e circonscription  | Nestor Rombeaut            |  | MRP   | Henri Couronné  |
| 7e circonscription  | Bernard Le Douarec         |  | UNR   | Pierre Litoux   |
| 8e circonscription  | Jean Allard de Grandmaison |  | CNIP  | Charles Hardy   |

### IIelégislature(1962-1967)
| Circonscription     | Nom                   |  | Parti   | Suppléant           |
| ------------------- | --------------------- |  | ------- | ------------------- |
| 1re circonscription | Henry Rey             |  | UNR-UDT | Alexandre Bolo      |
| 2e circonscription  | Albert Dassié         |  | UNR-UDT | Paule Marret        |
| 3e circonscription  | Benoît Macquet        |  | UNR-UDT | Christiane Pascaud  |
| 4e circonscription  | Olivier de Sesmaisons |  | RI      | Louis Douineau      |
| 5e circonscription  | Xavier Hunault        |  | UNR-UDT | Quentin Miglioretti |
| 6e circonscription  | François Blancho      |  | SFIO    | Georges Carpentier  |
| 7e circonscription  | Pierre Litoux         |  | UNR-UDT | Théophile Rabreau   |
| 8e circonscription  | Lucien Richard        |  | UNR-UDT | Bernard Monnier     |

### IIIelégislature(1967-1968)
| Circonscription     | Nom                                          |  | Parti          | Suppléant           |
| ------------------- | -------------------------------------------- |  | -------------- | ------------------- |
| 1re circonscription | Henry Rey                                    |  | UD-Ve puis UDR | Alexandre Bolo      |
| 2e circonscription  | Christian Chauvel                            |  | SFIO           | Henri Forget        |
| 3e circonscription  | Benoît Macquet                               |  | UD-Ve puis UDR | Christiane Pascaud  |
| 4e circonscription  | Joseph-Henri Maujoüan du Gasset              |  | RI             | Pierre Barron       |
| 5e circonscription  | Xavier Hunault                               |  | UD-Ve puis UDR | Quentin Miglioretti |
| 6e circonscription  | Georges Carpentier                           |  | SFIO           | Nadia Chaumont      |
| 7e circonscription  | Olivier Guichard (3 avril 1967 - 7 mai 1967) |  | UD-Ve puis UDR | Pierre Litoux       |
| 7e circonscription  | Pierre Litoux (8 mai 1967 - 30 mai 1968)     |  | UD-Ve puis UDR | —                   |
| 8e circonscription  | Lucien Richard                               |  | UD-Ve puis UDR | Bernard Monnier     |

### IVelégislature(1968-1973)
| Circonscription     | Nom                                               |  | Parti        | Suppléant           |
| ------------------- | ------------------------------------------------- |  | ------------ | ------------------- |
| 1re circonscription | Henry Rey (30 juin 1968 - 22 juillet 1969)        |  | UDR          | Alexandre Bolo      |
| 1re circonscription | Alexandre Bolo (23 juillet 1969 - 1er avril 1973) |  | UDR          | —                   |
| 2e circonscription  | Albert Dassié                                     |  | UDR          | Henri Loudéac       |
| 3e circonscription  | Benoît Macquet                                    |  | UDR          | Marcel Boulay       |
| 4e circonscription  | Joseph-Henri Maujoüan du Gasset                   |  | RI           | Pierre Barron       |
| 5e circonscription  | Xavier Hunault                                    |  | DVD (Gaull.) | Quentin Miglioretti |
| 6e circonscription  | Georges Carpentier                                |  | SFIO         | Guy Menezo          |
| 7e circonscription  | Olivier Guichard (11 juillet 1968 - 12 août 1968) |  | UDR          | Michel Rabreau      |
| 7e circonscription  | Michel Rabreau (13 août 1968 - 1er avril 1973)    |  | UDR          | —                   |
| 8e circonscription  | Lucien Richard                                    |  | UDR          | Bernard Monnier     |

### Velégislature(1973-1978)
| Circonscription     | Nom                                                      |  | Parti | Suppléant        |
| ------------------- | -------------------------------------------------------- |  | ----- | ---------------- |
| 1re circonscription | Alexandre Bolo                                           |  | UDR   | André Pestel     |
| 2e circonscription  | Christian Chauvel                                        |  | PS    | Alain Chénard    |
| 3e circonscription  | Benoît Macquet                                           |  | UDR   | Louis Chantebel  |
| 4e circonscription  | Joseph-Henri Maujoüan du Gasset                          |  | RI    | Pierre Barron    |
| 5e circonscription  | Xavier Hunault                                           |  | DVD   | Jean Guyon       |
| 6e circonscription  | Georges Carpentier                                       |  | PS    | Claude Gilardin  |
| 7e circonscription  | Olivier Guichard (2 avril 1973 - 5 mai 1973)             |  | UDR   | Michel Rabreau   |
| 7e circonscription  | Michel Rabreau (6 mai 1973 - 11 juillet 1974)            |  | UDR   | —                |
| 7e circonscription  | Olivier Guichard (29 septembre 1974 - 27 septembre 1976) |  | UDR   | Michel Rabreau   |
| 7e circonscription  | Michel Rabreau (28 septembre 1976 - 2 avril 1978)        |  | UDR   | —                |
| 8e circonscription  | Lucien Richard                                           |  | UDR   | Jacques Brounais |

### VIelégislature(1978-1981)
| Circonscription     | Nom                                 |  | Parti      | Suppléant                                              |
| ------------------- | ----------------------------------- |  | ---------- | ------------------------------------------------------ |
| 1re circonscription | Alexandre Bolo décédé le 17/07/1980 |  | RPR        | Dominique Pervenche Député du 18/07/1980 au 22/05/1981 |
| 2e circonscription  | Alain Chénard                       |  | PS         | Eva Gendrault                                          |
| 3e circonscription  | François Autain                     |  | PS         | Jacques Floch                                          |
| 4e circonscription  | Joseph-Henri Maujoüan du Gasset     |  | UDF-PR     | André Louisy                                           |
| 5e circonscription  | Xavier Hunault                      |  | UDF (app.) | Jean Guyon                                             |
| 6e circonscription  | Claude Évin                         |  | PS         | Raymond Cerclier                                       |
| 7e circonscription  | Olivier Guichard                    |  | RPR        | Michel Rabreau                                         |
| 8e circonscription  | Lucien Richard                      |  | RPR        | Raymond Kerverdo                                       |

### VIIelégislature(1981-1986)
| Circonscription     | Nom                             |  | Parti      | Suppléant         |
| ------------------- | ------------------------------- |  | ---------- | ----------------- |
| 1re circonscription | Jean Natiez                     |  | PS         | Eva Gendrault     |
| 2e circonscription  | Alain Chénard                   |  | PS         | Jean-Marc Ayrault |
| 3e circonscription  | François Autain                 |  | PS         | Jacques Floch     |
| 4e circonscription  | Joseph-Henri Maujoüan du Gasset |  | UDF-PR     | André Louisy      |
| 5e circonscription  | Xavier Hunault                  |  | UDF (app.) | Jean Guyon        |
| 6e circonscription  | Claude Évin                     |  | PS         | Raymond Cerclier  |
| 7e circonscription  | Olivier Guichard                |  | RPR        | Yves Mesnier      |
| 8e circonscription  | Lucien Richard                  |  | RPR        | Raymond Kerverdo  |

### VIIIelégislature(1986-1988)
Scrutin proportionnel plurinominal par département, pas de député par circonscription. Les dix députés élus en Loire-Atlantique sont, par ordre alphabétique :
| Nom                             | Parti | Parti   |
| ------------------------------- | ----- | ------- |
| Jean-Marc Ayrault               |       | PS      |
| Alain Chénard                   |       | PS      |
| Claude Évin                     |       | PS      |
| Olivier Guichard                |       | RPR     |
| Élisabeth Hubert                |       | RPR     |
| Xavier Hunault                  |       | UDF-AD  |
| Joseph-Henri Maujoüan du Gasset |       | UDF-PR  |
| Jean Natiez                     |       | PS      |
| Monique Papon                   |       | UDF-CDS |
| Lucien Richard                  |       | RPR     |

Deux listes ont obtenu des élus :
- Liste RPR-UDF-CNI « d'union de l'opposition pour le renouveau de la France » : 46,93 % des suffrages (6 élus)
- Liste PS « Pour une majorité de progrès avec le président de la République » : 36,84 % des suffrages (4 élus)

### IXelégislature(1988-1993)

Couleur politique des députés élus en 1988.

| Circonscription     | Nom                                                         |  | Parti   | Suppléant                   |
| ------------------- | ----------------------------------------------------------- |  | ------- | --------------------------- |
| 1re circonscription | Monique Papon                                               |  | UDF-CDS | André Louisy                |
| 2e circonscription  | Élisabeth Hubert                                            |  | RPR     | Tony Lesaffre               |
| 3e circonscription  | Jean-Marc Ayrault                                           |  | PS      | Robert Morin                |
| 4e circonscription  | Jacques Floch                                               |  | PS      | Yves Laurent                |
| 5e circonscription  | Édouard Landrain                                            |  | UDF-CDS | Donatien de Sesmaisons      |
| 6e circonscription  | Xavier Hunault                                              |  | UDF-AD  | Louis Briot                 |
| 7e circonscription  | Olivier Guichard                                            |  | RPR     | Yves Mesnier                |
| 8e circonscription  | Claude Évin (13 juin 1988 - 28 juillet 1988)                |  | PS      | Marie-Madeleine Dieulangard |
| 8e circonscription  | Marie-Madeleine Dieulangard (29 juillet 1988 - 9 août 1991) |  | PS      | —                           |
| 8e circonscription  | Claude Évin (26 septembre 1991 - 1er avril 1993)            |  | PS      | Marie-Madeleine Dieulangard |
| 9e circonscription  | Lucien Richard                                              |  | RPR     | Robert Girard               |
| 10e circonscription | Joseph-Henri Maujoüan du Gasset                             |  | UDF-PR  | Serge Poignant              |

### Xelégislature(1993-1997)

Couleur politique des députés élus en 1993.

| Circonscription     | Nom                                             |  | Parti   | Suppléant                       |
| ------------------- | ----------------------------------------------- |  | ------- | ------------------------------- |
| 1re circonscription | Monique Papon                                   |  | UDF-CDS | André Louisy                    |
| 2e circonscription  | Élisabeth Hubert (2 avril 1993 - 18 juin 1995)  |  | RPR     | Vincent Delaroux                |
| 2e circonscription  | Vincent Delaroux (19 juin 1995 - 21 avril 1997) |  | RPR     | —                               |
| 3e circonscription  | Jean-Marc Ayrault                               |  | PS      | Charles Gautier                 |
| 4e circonscription  | Jacques Floch                                   |  | PS      | Dominique Raimbourg             |
| 5e circonscription  | Édouard Landrain                                |  | UDF-CDS | Gisèle Gautier                  |
| 6e circonscription  | Michel Hunault                                  |  | RPR     | Louis Briot                     |
| 7e circonscription  | Olivier Guichard                                |  | RPR     | Michel Rabreau                  |
| 8e circonscription  | Étienne Garnier                                 |  | RPR     | Michel Almazor                  |
| 9e circonscription  | Pierre Hériaud                                  |  | UDF-CDS | Michel Lepri                    |
| 10e circonscription | Serge Poignant                                  |  | RPR     | Joseph-Henri Maujoüan du Gasset |

### XIelégislature(1997-2002)

Couleur politique des députés élus en 1997.

| Circonscription     | Nom                                                 |  | Parti | Suppléant           |
| ------------------- | --------------------------------------------------- |  | ----- | ------------------- |
| 1re circonscription | Patrick Rimbert                                     |  | PS    | Jean-Claude Lebossé |
| 2e circonscription  | Marie-Françoise Clergeau                            |  | PS    | Alain Robert        |
| 3e circonscription  | Jean-Marc Ayrault                                   |  | PS    | Charles Gautier     |
| 4e circonscription  | Jacques Floch (1er juin 1997 - 3 octobre 2001)      |  | PS    | Dominique Raimbourg |
| 4e circonscription  | Dominique Raimbourg (4 octobre 2001 - 18 juin 2002) |  | PS    | —                   |
| 5e circonscription  | Édouard Landrain                                    |  | UDF   | Gisèle Gautier      |
| 6e circonscription  | Michel Hunault                                      |  | RPR   | Louis Briot         |
| 7e circonscription  | René Leroux                                         |  | PS    | Charles Moreau      |
| 8e circonscription  | Claude Évin                                         |  | PS    | Jean-Claude Le Gall |
| 9e circonscription  | Pierre Hériaud                                      |  | UDF   | Michel Lepri        |
| 10e circonscription | Serge Poignant                                      |  | RPR   | Michel Chiron       |

### XIIelégislature(2002-2007)

Couleur politique des députés élus en 2002.

| Circonscription     | Nom                                              |  | Parti        | Suppléant            |
| ------------------- | ------------------------------------------------ |  | ------------ | -------------------- |
| 1re circonscription | Jean-Pierre Le Ridant                            |  | UMP          | Christian Héry       |
| 2e circonscription  | Marie-Françoise Clergeau                         |  | PS           | Alain Robert         |
| 3e circonscription  | Jean-Marc Ayrault                                |  | PS           | Jean-Pierre Fougerat |
| 4e circonscription  | Jacques Floch                                    |  | PS           | Dominique Raimbourg  |
| 5e circonscription  | Édouard Landrain (19 juin 2002 - 24 juin 2006 †) |  | UMP          | Robert Diat          |
| 5e circonscription  | Robert Diat (27 juin 2006 - 19 juin 2007)        |  | UMP          | —                    |
| 6e circonscription  | Michel Hunault                                   |  | UMP puis UDF | Yannick Bigaud       |
| 7e circonscription  | Christophe Priou                                 |  | UMP          | Dominique David      |
| 8e circonscription  | Claude Évin                                      |  | PS           | Françoise Lestien    |
| 9e circonscription  | Pierre Hériaud                                   |  | UMP          | Joseph Thomas        |
| 10e circonscription | Serge Poignant                                   |  | UMP          | Paul Dalon           |

### XIIIelégislature(2007-2012)

Couleur politique des députés élus en 2007.

| Circonscription     | Nom                      |  | Parti        | Suppléant            |
| ------------------- | ------------------------ |  | ------------ | -------------------- |
| 1re circonscription | François de Rugy         |  | LV puis EELV | Pascal Bolo          |
| 2e circonscription  | Marie-Françoise Clergeau |  | PS           | Alain Robert         |
| 3e circonscription  | Jean-Marc Ayrault        |  | PS           | Jean-Pierre Fougerat |
| 4e circonscription  | Dominique Raimbourg      |  | PS           | Michèle Gressus      |
| 5e circonscription  | Michel Ménard            |  | PS           | Annie Briand         |
| 6e circonscription  | Michel Hunault           |  | NC           | Yannick Bigaud       |
| 7e circonscription  | Christophe Priou         |  | UMP          | Bernard Clouet       |
| 8e circonscription  | Marie-Odile Bouillé      |  | PS           | David Samzun         |
| 9e circonscription  | Philippe Boënnec         |  | UMP          | Stéphan Beaugé       |
| 10e circonscription | Serge Poignant           |  | UMP          | Paul Dalon           |

### XIVelégislature(2012-2017)

Couleur politique des députés élus en 2012.

| Circonscription     | Nom                                                    |  | Parti        | Suppléant            |
| ------------------- | ------------------------------------------------------ |  | ------------ | -------------------- |
| 1re circonscription | François de Rugy                                       |  | EELV puis PÉ | Pascal Bolo          |
| 2e circonscription  | Marie-Françoise Clergeau                               |  | PS           | Alain Robert         |
| 3e circonscription  | Jean-Marc Ayrault (20 juin 2012 - 20 juillet 2012)     |  | PS           | Jean-Pierre Fougerat |
| 3e circonscription  | Jean-Pierre Fougerat (21 juillet 2012 - 30 avril 2014) |  | PS           | —                    |
| 3e circonscription  | Jean-Marc Ayrault (1er mai 2014 - 11 mars 2016)        |  | PS           | Jean-Pierre Fougerat |
| 3e circonscription  | Karine Daniel (25 avril 2016 - 20 juin 2017)           |  | PS           | Jean-Michel Eon      |
| 4e circonscription  | Dominique Raimbourg                                    |  | PS           | Michèle Gressus      |
| 5e circonscription  | Michel Ménard                                          |  | PS           | Elsa Régent          |
| 6e circonscription  | Yves Daniel                                            |  | PS           | Paule Raitière       |
| 7e circonscription  | Christophe Priou                                       |  | UMP          | Bernard Clouet       |
| 8e circonscription  | Marie-Odile Bouillé                                    |  | PS           | David Samzun         |
| 9e circonscription  | Monique Rabin                                          |  | PS           | Pascal Pras          |
| 10e circonscription | Sophie Errante                                         |  | PS           | Christian Couturier  |

### XVelégislature(2017-2022)

Couleur politique des députés élus en 2017.

| Circonscription     | Nom                                              |  | Parti | Suppléant           |
| ------------------- | ------------------------------------------------ |  | ----- | ------------------- |
| 1re circonscription | François de Rugy (21 juin 2017 - 5 octobre 2018) |  | LREM  | Mounir Belhamiti    |
| 1re circonscription | Mounir Belhamiti (5 octobre 2018 - 16 août 2019) |  | LREM  | —                   |
| 1re circonscription | François de Rugy (17 août 2019 - 21 juin 2022)   |  | LREM  | Mounir Belhamiti    |
| 2e circonscription  | Valérie Oppelt                                   |  | LREM  | Christian Brisset   |
| 3e circonscription  | Anne-France Brunet                               |  | LREM  | Matthieu Annereau   |
| 4e circonscription  | Aude Amadou                                      |  | LREM  | Pascal Gentil       |
| 5e circonscription  | Sarah El Haïry (21 juin 2017 - 26 août 2020)     |  | MoDem | Luc Geismar         |
| 5e circonscription  | Luc Geismar (27 août 2020 - 20 juin 2022)        |  | MoDem | —                   |
| 6e circonscription  | Yves Daniel                                      |  | LREM  | Séverine Lenoble    |
| 7e circonscription  | Sandrine Josso                                   |  | LREM  | Gérard Le Cam       |
| 8e circonscription  | Audrey Dufeu                                     |  | LREM  | Pierre-Yves Vincent |
| 9e circonscription  | Yannick Haury                                    |  | LREM  | Élisabeth Ezequel   |
| 10e circonscription | Sophie Errante                                   |  | LREM  | Jessy Robert        |

### XVIelégislature(2022-2024)

Couleur politique des députés élus en 2022.

| Circonscription     | Nom                                         |  | Parti    | Suppléant             |
| ------------------- | ------------------------------------------- |  | -------- | --------------------- |
| 1re circonscription | Mounir Belhamiti                            |  | LREM     | Laëtitia Calmont      |
| 2e circonscription  | Andy Kerbrat                                |  | LFI-PEPS | Marina Ferreruela     |
| 3e circonscription  | Ségolène Amiot                              |  | LFI      | Olivier Magré         |
| 4e circonscription  | Julie Laernoes                              |  | EÉLV     | Hervé Camus           |
| 5e circonscription  | Sarah El Haïry (22 juin 2022 - 4 août 2022) |  | MoDem    | Luc Geismar           |
| 5e circonscription  | Luc Geismar (5 août 2022 - 9 juin 2024)     |  | MoDem    | —                     |
| 6e circonscription  | Jean-Claude Raux                            |  | EÉLV     | Nadine Lucas          |
| 7e circonscription  | Sandrine Josso                              |  | MoDem    | Jean-Michel Texier    |
| 8e circonscription  | Matthias Tavel                              |  | LFI      | Christelle Ardouin    |
| 9e circonscription  | Yannick Haury                               |  | MoDem    | Fanny Pacreau         |
| 10e circonscription | Sophie Errante                              |  | LREM     | Jean-François Gendron |

### XVIIelégislature(2024- )

Couleur politique des députés élus en 2024.

| Circonscription     | Nom               |  | Parti  | Suppléant             |
| ------------------- | ----------------- |  | ------ | --------------------- |
| 1re circonscription | Karim Benbrahim   |  | PS     | Dominique Vignaux     |
| 2e circonscription  | Andy Kerbrat      |  | LFI    | Marina Ferreruela     |
| 3e circonscription  | Ségolène Amiot    |  | LFI    | Driss Saïd            |
| 4e circonscription  | Julie Laernoes    |  | LÉ     | Hervé Camus           |
| 5e circonscription  | Fabrice Roussel   |  | PS     | Leïla Thominiaux      |
| 6e circonscription  | Jean-Claude Raux  |  | LÉ-T44 | Christine Blanchet    |
| 7e circonscription  | Sandrine Josso    |  | MoDem  | Luc Geismar           |
| 8e circonscription  | Matthias Tavel    |  | LFI    | Christelle Ardouin    |
| 9e circonscription  | Jean-Michel Brard |  | DVD    | Fanny Hervouette      |
| 10e circonscription | Sophie Errante    |  | RE     | Jean-François Gendron |